# Pardis
Pardīs (farsi پردیس) è una città e capoluogo dello shahrestān di Pardis, circoscrizione Bumehen, nella provincia di Teheran in Iran. Aveva, nel 2006, una popolazione di 25.360 abitanti. Si trova a est di Teheran.